# سليمة أحمد
سليمة أحمد (بالبنغالية: সেলিমা আহমাদ)‏ (بالإنجليزية) هي سيدة أعمال بانغلاديشية ونائبة رئيس مجموعة نيتول-نيلوي ومؤسِّسة ورئيسة غرفة التجارة والصناعة الخاصة بالمرأة في بنغلاديش. كما أنها عضو مجلس بنك جاناتا المملوك للدولة وعضو سابق في شركة محدودة غير معروفة. في عام 2014 حصلت على جائزة أوسلو للأعمال من أجل السلام كأفضل امرأة مساهمة في الأعمال التجارية. وهي اليوم السفيرة العالمية للتحالف الدولي للنساء وتُجري دورة تعليم من فئة ماجستير في إدارة الأعمال في جامعة دكا.

## المسيرة المهنية
أحمد هي نائبة رئيس مجموعة نيتول-نيلوي؛ وتُعتبر هذه المجموعة أحد أكبر المجموعات التجارية في بنغلاديش، حيث تُشرف المجموعة على ستة مشاريع عملاقة وتُريد ثلاث شركات محدودة أخرى، كما تنشط المجموعة في العديد من المجالات أبرزها قطاع السيارات، الإسمنت، العقارات، الإلكترونيات والخدمات المالية.

## الحياة الشخصية
أحمد متزوجة من عبد المطلب أحمد وهو رائد أعمال ورئيس سابق لاتحاد بنغلاديش الخاص بغرف التجارة والصناعات (FBCCI). لديهما اثنين من الأبناء وهم عبد المصابر أحمد (يُعرف بنيتول) وعبد المأرب أحمد (يُعرف بنيلوي).

## الجوائز
حصلت سليمة أحمد على عدد من الجوائز من بينها:
- جائزة أوسلو من أجل السلام عام 2014[5]
- جائزة جين ج. كيركباتريك من المعهد الجمهوري الدولي في الولايات المتحدة عام 2013[6]
- جائزة بريادارشيني من اتحاد المرأة الهندية عام 2012
- مساهمة المرأة في التنمية من خلال البنك الإسلامي للتنمية عام 2012
- جائزة TIAW من قبل التحالف الدولي للنساء في كندا عام 2010
- جائزة خاصة للنساء صاحبات المشاريع من قبل المعرض التجاري الدولي في دكا عام 2010
- جائزة تقديرية المرأ من قبل غرفة التجارة في كراتشي عام 2009
- جائزة سيدات الأعمال عام 2009
- أفضل سيدة أعمال مالية في إحدى المجلات الأسبوعية أعوام 2000، 2002، ثم 2003.